# Mark Binstein
Mark Paul Binstein (31 marzo 1934 – 9 marzo 2007) è stato un cestista, allenatore di pallacanestro e dirigente sportivo statunitense, professionista nella ABA.

## Carriera
Durante la stagione 1970-71, sostituì Marty Blake come general manager dei Pittsburgh Condors.
Durante la stagione seguente licenziò dopo dieci partite l'allenatore Jack McMahon, sostituendolo alla guida della squadra.